# Bali Gali
Bali Gali (* 29. April 1939 in Patibandla) ist ein indischer Geistlicher und emeritierter römisch-katholischer Bischof von Guntur.

## Leben
Bali Gali empfing am 19. Dezember 1964 die Priesterweihe.
Papst Johannes Paul II. ernannte ihn am 2. Juli 1984 zum Bischof von Guntur. Die Bischofsweihe spendete ihm der Apostolische Pro-Nuntius in Indien, Erzbischof Agostino Cacciavillan, am 23. Oktober  desselben Jahres; Mitkonsekratoren waren Saminini Arulappa, Erzbischof von Hyderabad, und Mariadas Kagithapu MSFS, Bischof von Visakhapatnam.
Papst Franziskus nahm am 25. Juni 2016 seinen altersbedingten Rücktritt an.
Vom 10. Dezember 2018 bis zum 9. April 2025 verwaltete er als Apostolischer Administrator das vakante Bistum Cuddapah.